# خاندان اوکیتا
خاندان اوکیتا (به ژاپنی: 宇喜多氏 Ukita-shi) یکی از خاندان‌های ژاپنی است که بر ولایت بیزن، اوکایاما و جزیره هاچیجوجیما تسلط داشتند.